# Gonzalo Rodríguez (calciatore 1990)
Gonzalo Emanuel Rodríguez (Aguilares, 18 settembre 1990) è un calciatore argentino, attaccante del San Martín (T).

## Caratteristiche tecniche
È un'ala destra.

## Carriera
Ha esordito fra i professionisti il 6 febbraio 2010 con la maglia del San Martín (T) in occasione dell'incontro di Primera B Nacional perso 2-1 contro il Defensa y Justicia.